# Henry Duff Traill
Pour les articles homonymes, voir Traill.
Henry Duff Traill, né le 14 août 1842 à Blackheath et mort le 21 février 1900, est un auteur et journaliste britannique.

## Biographie
Henry Duff Traill naît le 14 août 1842 à Blackheath. Il fait partie d'une ancienne famille Caithness, les Traills of Rattar, et son père, James Traill, est le magistrat stipendiaire du tribunal de police de Greenwich et de Woolwich. Il est dépêché à la Merchant Taylors' School, où il devient directeur de l'école et obtient une bourse pour le St. John's College d'Oxford. Initialement destiné à la profession de médecin, Traill obtient son diplôme en sciences naturelles en 1865, mais il s'inscrit ensuite au barreau et est admis en 1869. En 1871, il est nommé Inspector of Returns pour le Board of Education, un poste qui lui laisse le loisir de cultiver son don pour la littérature.
En 1873, il devient collaborateur de la Pall Mall Gazette, alors sous la direction de Frederick Greenwood. Il accompagne Frederick Greenwood jusqu'à la St. James's Gazette quand, en 1880, la Pall Mall Gazette s'oriente pendant un certain temps vers le côté libéral, et il continue à contribuer à ce journal jusqu'en 1895. Entre-temps, il avait également rejoint le personnel de la Saturday Review, à laquelle il envoyait, entre autres, des vers hebdomadaires sur des sujets d'actualité. Il a republié certains des meilleurs d'entre eux en 1882 dans un volume intitulé Recaptured Rhymes, et d'autres dans une collection ultérieure de Saturday Songs (1890).
Il a également été rédacteur en chef du Daily Telegraph et a édité The Observer de 1889 à 1891, dont le tirage a augmenté pendant son passage.  En 1897, il devient le premier rédacteur en chef de Literature, lorsque cet hebdomadaire (vendu ensuite et incorporé à l' Academy ) fut fondé par les propriétaires du Times et dirigea sa fortune jusqu'à sa mort.